# Laomé
Laomé est un groupe français de neo soul, originaire de Lyon, en Rhône-Alpes, actif entre 2006 et 2012. Le groupe compte un EP et deux albums, et de nombreuses tournées en France, particulièrement dans leur région d'origine et à Paris. Le groupe cesse ses activités en 2012.

## Histoire
Le groupe est formé en 2006 à l'initiative de Marion Chrétien et Blaise Batisse, qui se sont rencontré sur les bancs du conservatoire. Ils fusionnent leurs influences musicales pour former un groupe de groove en France. En 2006, ils sortent leur premier EP, Take a Little Time. En juillet 2007, ils sortent leur premier album dont le titre est identique à l'EP, Take a Little Time. Ainsi, le groupe s'étoffe pour compter neuf membres.
Ils jouent leurs premiers festivals comme le Crest Jazz Vocal, et au Marché Gare à Lyon. En 2009, Laomé fait l'after de La Grande Sophie au Transbordeur, puis une apparition au Jazz à Vienne. La même année, ils sortent leur second album, Les Fards du jour, qui contient le morceau notable Saoule music. Le clip de ce morceau, également premier clip du groupe, tourné aux Studios de la Ruche, est publié le 1er décembre 2010 sur les réseaux sociaux.
Le samedi 28 mai 2011, ils se présentent sur la scène de la péniche lyonnaise. Cette même année, Laomé tourne toujours, et annonce la préparation d'un troisième album, qui ne se concrétisera finalement pas, le groupe cessant toute activité en 2012. Après la séparation du groupe, Marion Chrétien multiplie les projets incarnant les groupes Black Narcissus, Motown Project et Duo Sade, et des collaborations avec le batteur américain Sangoma Everett, et Élodie Pasquier.

## Style musical
Laomé est un groupe de musique groove, qui mêle différents genres musicaux allant du jazz et funk au hip-hop. Les textes sont chantés ou rapés. Les auteurs/compositeurs du groupe écrivent en français comme en anglais. Lors d'un entretien, Marion Chrétien, chanteuse du groupe, explique qu'elle écrivait les textes avec Blaise Batisse. Batisse, Chrétien et Didier Fourneau se chargeait ensemble des compositions.

## Membres

### Derniers membres
- Marion Chrétien — chant
- Blaise Batisse — rap, claviers
- Christophe Michel — batterie
- Simon Bacroix — basse
- Benoit Richou — guitare
- Hugo Quillet — trompette
- Nadège Corneilla — chœurs
- Lisa Caldognetto — chœurs
- Jean-Alain Boissy — saxophone

### Anciens membres
- Vincent Guyot — basse
- Riad Klaï — guitare
- Noémie Lacaf — chœurs
- Didier Fourneau — guitare